# Lithobius sunagawai
Lithobius sunagawai är en mångfotingart som först beskrevs av S. Ishii 1993.  Lithobius sunagawai ingår i släktet Lithobius och familjen stenkrypare. Inga underarter finns listade i Catalogue of Life.